# Ибни-Эрра
Ибни-Эрра — царь Эшнунны, правил в конце XIX века до н. э.

## Список датировочных формул Ибни-Эрры
|   |                                                                       |
| a | Год, когда Ибни-Эрра … (Simmons t) mu ib-ni-der3-ra … … … an? gu … ri |

| Династия Эшнунны          |                                           |                       |
| Предшественник: Нарам-Син | правитель Эшнунны конец XIX века до н. э. | Преемник: Икиш-Тишпак |